# 김영근 (1997년)
김영근(한국 한자: 金榮根, 1997년 2월 17일 ~ )은 대한민국의 축구 선수로, 포지션은 우측 윙어 혹은 우측 윙백을 소화한다.

## 축구인 경력
김영근은 유소년 시절 평해정보고등학교 축구부를 거쳐 한라대학교 축구부에 입단하였다.
K리그2 2020 시즌을 앞두고 경남 FC와 프로 계약을 체결하였다.